# Секирци
Секирци (изписване до 1945 година: Сѣкирци; на македонска литературна норма: Секирци) е село в община Долнени на Северна Македония.

## География
Разположено е в Прилепското поле, северозападно от град Прилеп.

## История
Най-старите родове в Секирци са Пройковци, послед Дубревци, Петревци и Спасевци. Селото е раетско, но към края на XIX век албанците Асан, Амзо и Решид от съседното село Църнилище формират три чифлика, които обхващат половината от селската земя.
В XIX век Секирци е село в Прилепска каза на Османската империя. Църквата „Свети Атанасий“ е от 1856 година. „Етнография на вилаетите Адрианопол, Монастир и Салоника“, издадена в Константинопол в 1878 година и отразяваща статистиката на населението от 1873 година, Секирци (Sékirtzi) е посочено като село с 41 домакинства и 166 жители българи.
Според статистиката на Васил Кънчов („Македония. Етнография и статистика“) от 1900 година Сѣкирци е населявано от 480 жители българи християни и 12 цигани.
На Етнографската карта на Битолския вилает на Картографския институт в София от 1901 година Секирци е чисто българско село в Прилепската каза на Битолския санджак с 60 къщи.
В началото на XX век цялото население на селото е под върховенството на Цариградската патриаршия. По данни на секретаря на Българската екзархия Димитър Мишев („La Macédoine et sa Population Chrétienne“) в 1905 година в Секирци (Sekirtzi) има 480 българи патриаршисти сърбомани.
При избухването на Балканската война в 1912 година 2 души от Секирци са доброволци в Македоно-одринското опълчение. През войната селото е окупирано от сръбски части и след Междусъюзническата война в 1913 година селото остава в Сърбия.
В 1912 година земята от чифлиците е изкупена.
На етническата си карта на Северозападна Македония в 1929 година Афанасий Селишчев отбелязва Долнени като българо-циганско село.
В 2002 година Секирци има 302 жители – всички македонци.

## Личности
Родени в Секирци
- Петър Баджов, македоно-одрински опълченец, 22-годишен, земеделец, 3 рота на 4 битолска дружина[9]
- Петър Божинов, македоно-одрински опълченец, 22 (27)-годишен, земеделец, 3 рота на 4 битолска дружина, убит при Шаркьой на 8 февруари (26 януари) 1913 година[10]
- Стефон Димитров , кметски наместник в периода от 1941 до 1944 година[11]